# Pycnolejeunea papillosa
Pycnolejeunea papillosa é uma espécie de planta do gênero Pycnolejeunea e da família Lejeuneaceae.

## Forma de vida
É uma espécie corticícola e formadora de tramas.

## Conservação
A espécie faz parte da Lista Vermelha das espécies ameaçadas do estado do Espírito Santo, no sudeste do Brasil. A lista foi publicada em 13 de junho de 2005 por intermédio do decreto estadual nº 1.499-R.

## Distribuição
A espécie é encontrada nos estados brasileiros de Amazonas, Pará e Bahia e na Venezuela.
A espécie é encontrada nos  domínios fitogeográficos de Floresta Amazônica e Mata Atlântica, em regiões com vegetação de floresta de terra firme e floresta ombrófila pluvial.